# Jesse Brown
Pour les articles homonymes, voir Brown.
Jesse Brown, né le 27 mars 1944 à Détroit (Michigan) et mort le 15 août 2002 à Warrenton (Virginie), est un homme politique américain. Membre du Parti démocrate, il est secrétaire aux Anciens combattants entre 1993 à 1997 dans l'administration du président Bill Clinton.

## Biographie
Né à Détroit (Michigan) mais ayant passé sa jeunesse à Chicago (Illinois), il est diplômé de l'université catholique d'Amérique et de l'université Roosevelt à Chicago. Il s'engage dans les Marines en 1963 et combat durant la guerre du Viêt Nam ou il est gravement blessé en 1965 près de Da Nang. Après avoir quitté les Marines, il rejoint la Disabled American Veterans, une association d'anciens combattants qui fournit services et aides juridiques. Jesse Brown en fut le premier directeur afro-américain, de 1989 à 1993.
Comme secrétaire aux Anciens combattants dans l'administration Clinton de 1993 à 1997, Jesse Brown étendit les services offerts aux femmes anciennes combattantes, aux anciens combattants sans abri et à ceux exposés aux armes chimiques pendant la guerre du Viêt Nam ou la guerre du Golfe. Après sa démission en 1997, il crée un cabinet de consultants.
Il meurt à Warrenton (Virginie) le 15 août 2002 à 58 ans de la maladie de Charcot et est enterré au cimetière national d'Arlington.